# Idioma 'are'are
El 'are'are es un idioma hablado por el pueblo 'are'are de la parte sur de la isla Malaita, así como de la cercana isla Malaita Sur y la costa este de Guadalcanal (Marau Sound, 60 km), en el archipiélago de las Islas Salomón. Lo hablan unas 18.000 personas, lo que lo convierte en el segundo idioma oceánico más grande de las Islas Salomón después del Kwara'ae (también hablado en Malaita). La tasa de alfabetización para el 'are'are está entre el 30 % y el 60 % para los hablantes de primer idioma y entre el 25 % y el 50 % para los estudiantes de segundo idioma. También hay partes de la Biblia traducidas al idioma desde 1957 hasta 2008. El 'are'are es solo uno de los 71 idiomas que se hablan en las Islas Salomón. Se estima que existen al menos siete dialectos de 'are'. Algunos de los dialectos conocidos son el are, el aiaisii, el woo, el i'iaa, el tarapaina, el mareho y el marau; sin embargo, los recursos escritos sobre la diferencia entre dialectos son raros; sin estándar técnico escrito. Hay pocos recursos sobre el vocabulario del idioma 'are'are. Aún no se ha establecido un estándar escrito, el único documento oficial sobre el idioma es el «Diccionario 'are'are» escrito por Peter Geerts, que, sin embargo, no explica la pronunciación, los sistemas de sonido o la gramática del idioma.[cita requerida]

## Uso del idioma
Los 'are'are son un pueblo étnicamente melanesio que tenía hasta 18.000 hablantes nativos de su idioma en 1999, lo que supuso un fuerte aumento de los 9.000 hablantes nativos registrados en 1993 por John Houainamo Naitoro. Según el censo realizado por la Oficina Nacional de Estadística de las Islas Salomón, la población total de las islas aumentó de 285.176 en 1986 a 515.870 personas en 2009.[cita requerida] Sin embargo, el lenguaje 'are'are no abarca la totalidad de las islas. Más bien, la mayor parte de la población de hablantes se limita al lado sur de la isla Malaita, así como a la capital, Honiara, en la isla de Guadalcanal. Los hablantes viven como cazadores y agricultores. Son tradicionalmente un pueblo religioso y, aunque ahora son en su mayoría una cultura cristiana, los 'are todavía dan una gran importancia a la conexión entre los antepasados y la tierra que los rodea. Se considera que los cementerios están estrechamente relacionados tanto espiritualmente como en términos de «poder ancestral». La cultura del pueblo 'are'are se transmite tradicionalmente de forma oral a través de mitos y otras historias, por lo que ha sido difícil llevar un registro de todos los aspectos de sus creencias y lenguaje. Sin embargo, el Comité de Traducción de Wairokai ha tomado medidas para establecer un estándar escrito que luego pueda implementarse en el plan de estudios escolar 'are'are'.

## Fonología
El inventario de fonemas del lenguaje 'Are'are se presenta en la siguiente tabla.  Las convenciones ortográficas que difieren de la notación IPA se dan entre paréntesis angulares.
|            | Bilabial | Alveolar | Velar | Labiovelar | Glotal |
| ---------- | -------- | -------- | ----- | ---------- | ------ |
| Explosiva  | p        | t        | k     |            | ʔ <'>  |
| Nasal      | m        | n        |       |            |        |
| Grifo      |          | ɾ <r>    |       |            |        |
| Fricativa  |          | s        |       |            | h      |
| Aproximada |          |          |       | w          |        |